# Suzanne Harmes
Suzanne Harmes (Zoetermeer, 10 januari 1986) is een voormalig Nederlands turnster.
Suzanne begon op zeer jonge leeftijd met turnen in haar toenmalige woonplaats Zoetermeer, bij Pro Patria. Later verhuisde ze naar Nijmegen om lid te worden van de Nijmeegse turnvereniging GTV De Hazenkamp om onder Boris Orlov te trainen. In 2002 won zij een zilveren medaille met de Nederlandse ploeg tijdens het Europees kampioenschap in Patras. Een jaar later werd zij voor het eerst Nederlands kampioen. Bij het WK van 2005 in Melbourne won zij de bronzen medaille op het onderdeel vloer. Eerder dat jaar won zij bij Wereldbekerwedstrijden in Maribor op dit onderdeel goud, zilver op de evenwichtsbalk en brons op de brug. Door haar zwangerschap besloot zij niet deel te nemen aan het WK in Aarhus in oktober 2006. Op 24 mei 2007 beviel ze van een zoontje. 
Enige tijd na de bevalling keerde Harmes weer terug in het wedstrijdturnen. Ze werd wederom Nederlands kampioene en voldeed driemaal aan de Olympische limiet. Daarmee was Harmes de enige Nederlandse turnster tijdens de Zomerspelen van 2008 in Peking. Begin mei 2011 beëindigde ze andermaal haar turnloopbaan.
Harmes heeft in het blad Helden aangegeven het slachtoffer te zijn geweest van grensoverschrijdend gedrag in de turnwereld.